# 東急車輛製造
東急車輛製造株式会社（とうきゅうしゃりょうせいぞう、英: Tokyu Car Corporation）は、かつて存在した東急グループの企業で、東京急行電鉄（東急）の完全子会社であった横浜金沢プロパティーズ株式会社（英: Yokohama Kanazawa Properties Co., Ltd.）の2014年（平成26年）までの商号。
1948年（昭和23年）に設立され、鉄道車両および特装車・立体駐車装置などを取り扱う製造業であった。鉄道車両専業メーカーとしては、日本車輌製造に次ぐ国内第2位であったが、2012年（平成24年）に総合車両製作所等に事業を譲渡。その後は不動産賃貸業を行う企業として存続し、2014年に商号を横浜金沢プロパティーズ株式会社に変更したが、2016年10月1日付で東京急行電鉄に吸収合併され、解散した。

## 概要
東急の鉄道車両製造・修理改造事業部門が1953年（昭和28年）に独立した企業を直接の源流とするが、企業の系譜としては後に合併した帝國車輛工業の方が古く、旧帝國車両の前身の梅鉢鉄工所（うめばちてっこうじょ）まで遡ると明治中期以来100年以上の歴史になる隠れた老舗企業であった。
神奈川県横浜市金沢区の本社（横浜製作所）を始めとして、群馬県邑楽郡邑楽町（群馬製作所）および埼玉県羽生市（羽生製作所）の製造拠点を有した。
1968年（昭和43年）には大阪府堺市に製造拠点を置いていた帝國車輛製造を吸収合併。合併後は鉄道車両の製造については横浜製作所に集約し、トラック・特装車・分岐器・国内外向けの各種輸送コンテナの製造専門工場となっていた。2003年（平成15年）には和歌山県紀の川市に工場を移転し和歌山製作所としていた。
鉄道車両事業においては、親会社である東京急行電鉄向けのみならず、日本国有鉄道・JR各社、私鉄・公営企業向けに、新幹線車両・在来線用の電車・気動車（ディーゼルカー）・客車などを製造・供給し、日本国外への輸出も行った。また2012年（平成24年）3月31日当時においては関東地方に工場を持つ唯一の鉄道車両メーカーであり、下記の車両製造実績の通り、関東の主要な鉄道事業者全社局への納入実績を有した。
東京急行電鉄以外では東日本旅客鉄道（JR東日本）との関係が深く、同社が導入した通勤型車両のうち30%を受注・製造しており、特急型車両においては最多数の32%を受注・製造した。1990年代には、JR東日本などと共同で、VVVFインバータ制御および軽量ステンレス構体を採用した次世代通勤形電車を開発した。JR東日本901系電車として導入された同通勤形電車は従来車（103系電車）と比較して約48%の電力で運行できる省エネルギー車両であった。そのほか、寝台特急「カシオペア」の寝台車や食堂車（E26系客車）の製造も担当した。また、JR東日本に対して車両製造の技術供与を行い、新津車両製作所の開設に協力した。また、帝國車輛工業を合併した関係で南海電気鉄道（南海）との関わりも深く、南海と子会社の阪堺電気軌道の車両は東急車輛製造で製造されていた。
横浜製作所の敷地面積は296,000m2、建屋面積113,000m2、鉄道車両生産能力は年間720両（通勤形電車換算）であった。
2012年（平成24年）、今後の発展が見込めない事業として、鉄道関連事業（横浜・和歌山）をJR東日本に、立体駐車装置事業（羽生）および特装自動車事業（群馬）を新明和工業へ譲渡して製造業としての歴史を閉じた。以後は不動産賃貸業を行う企業として残り、2014年に横浜金沢プロパティーズ株式会社へ商号変更後、2016年10月1日付で東京急行電鉄に吸収合併され解散した。
東急車輌製造が発展した背景には、日本国内の鉄道輸送の需要が増大し、鉄道事業者が輸送力増強に追われ、車両の増備や長編成化、旧世代車両の置き換えなど、鉄道車両自体の需要が高かったことがあった。しかし人口減少に伴う旅客輸送量の頭打ちとそれに伴う市場の縮小、鉄道車両の技術が一応の到達点に達し、車両の長寿命化と標準化が進み、メーカーとしての特色が出しにくくなったことなど、成長産業ではなくなった鉄道車両業界から東急は撤退を決断した。しかし、ステンレス車両の実用化やワンハンドルマスコン、界磁チョッパ制御の開発など、東急車輌製造が鉄道車両メーカーとして成した功績は大きかった。

## 歴史
第二次世界大戦終戦後、東京急行電鉄は横浜市金沢区の旧海軍工廠跡地に「東急横浜製作所」を開設、鉄道車両の製造・修理改造事業を開始し、1950年（昭和25年）に東京急行電鉄へ納入したデハ80形電車デハ85（玉川線用の路面電車型車両）が東急横浜製作所としての新規製造車両第一号となった。その後、1953年（昭和28年）2月6日付で社名を「東急車輛製造」と変更した。
ただし、1962年（昭和37年）に初めてロゴマークを制定した際には、社名の「輛」の字を「輌」と表記し「東急車輌製造」あるいは略記で「東急車輌」とすると同時に、英文社名も「Tokyu car manufacturing Co.,Ltd. 」とするなど、異なる社名表記を用いていた。
鉄道車両メーカーとしては後発の事業者であったが、カルダン駆動の軽量台車と準張殻構造の軽量車体を組み合わせによる高性能車（東急5000系電車（初代））を開発、次いで一台車一電動機方式・セミステンレス車体・常用回生制動による維持運行経費の低減を重視した車両（東急6000系電車（初代））を開発するなど、東京急行電鉄との二人三脚体制による新技術の導入と、そのアピールには極めて意欲的で、短期間で多くの取引先を獲得した。
また、国鉄においては初となるレールバス（キハ01形気動車）を受注し、最終形式となったキハ03形気動車に至るまで、国鉄のレールバスをすべて単独で受注した。また札幌市交通局の依頼に応じ、世界でも類を見ない路面電車スタイルの気動車を手がけるなど、他社との競合がない分野にも意欲的に進出した。
その後、アメリカ合衆国バッド社（ボンバルディアを経て現・アルストム）との技術提携によって、オールステンレス車両のライセンス生産を開始、さらにボーイング社の有限要素法解析による、軽量ステンレス車体を開発するなど、日本国内におけるステンレス構体を採用した鉄道車両の設計・製造に関する先進性は他社の追従を許さないものであった。
鉄道車両製造部門以外では、鉄道輸送および海上輸送コンテナ、トレーラー・タンクローリーなどの特装車、二段式および多段式立体駐車装置、分岐器・横取り装置をはじめとする軌道関連部品の製造も行った。立体駐車装置については1992年度に販売実績業界第一位を記録し、また一般型鉄道コンテナについては事実上の寡占状態にあった。

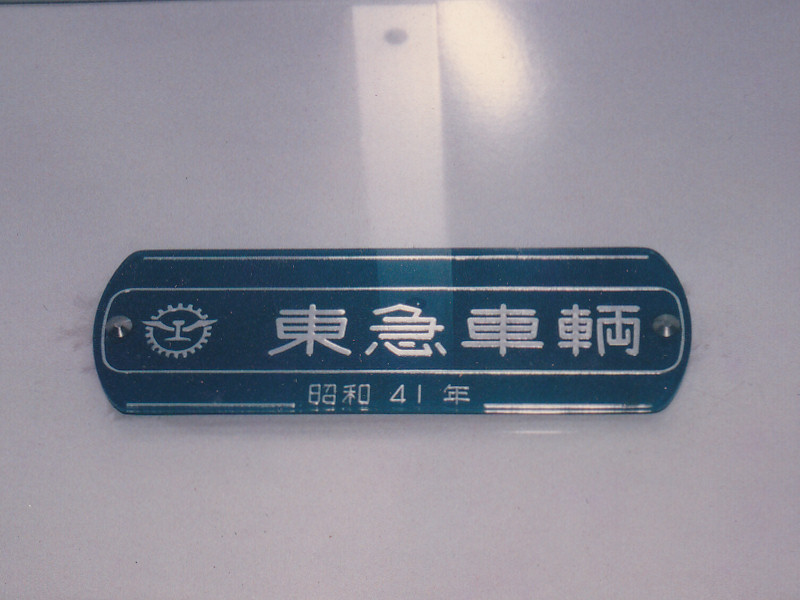
車内銘板（初代社紋時代） （営団5000系電車） 東京急行電鉄の初代社紋の円を歯車に変えたもの。
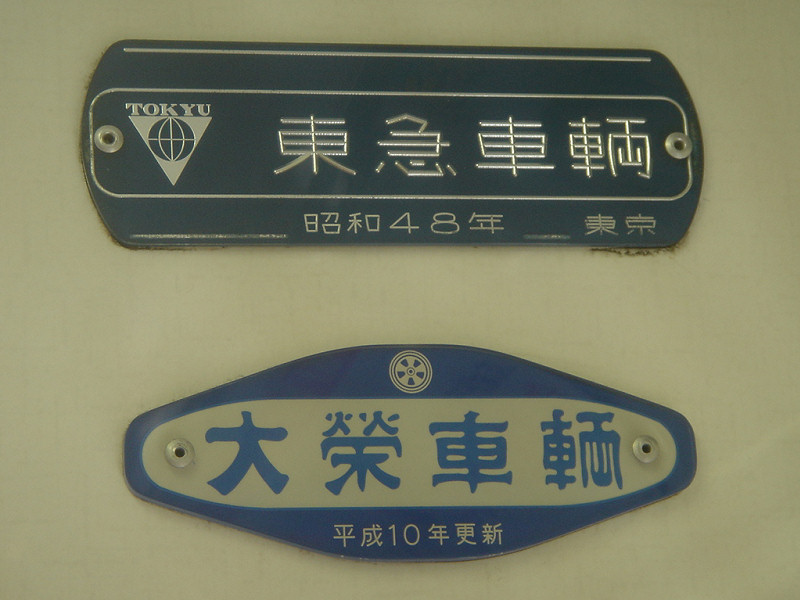
車内銘板（2代目社紋時代）（上） （京成3500形電車） この社紋は新明和に売却された立体駐車装置事業でも使用されていた。
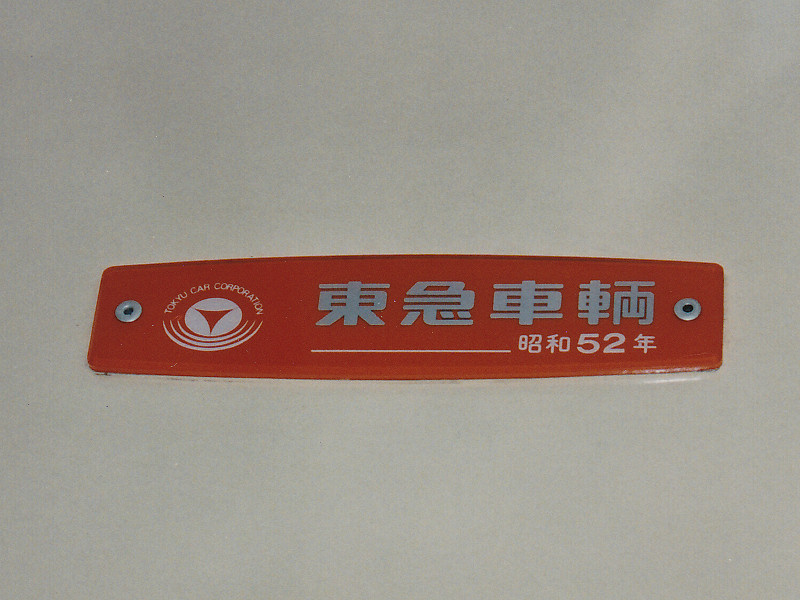
車内銘板（3代目社紋時代・初期） （京王6000系電車） 社名のフォントが異なる（東急グループ他社と同じもの）。
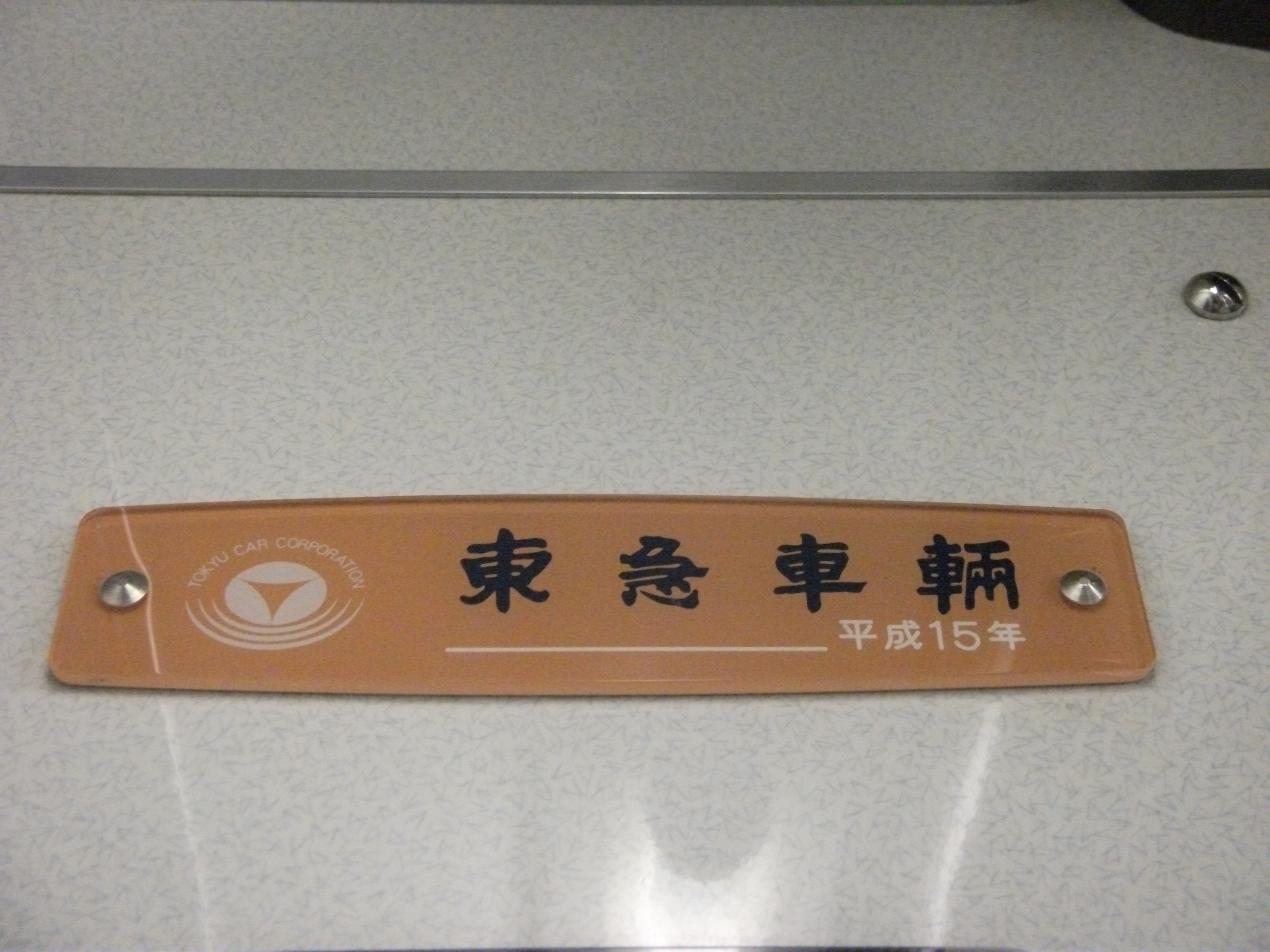
車内銘板（3代目社紋時代） （東武30000系電車） 3代目社紋時代にはプレート・ステッカータイプ共に筆文字調の社名ロゴが多用された。
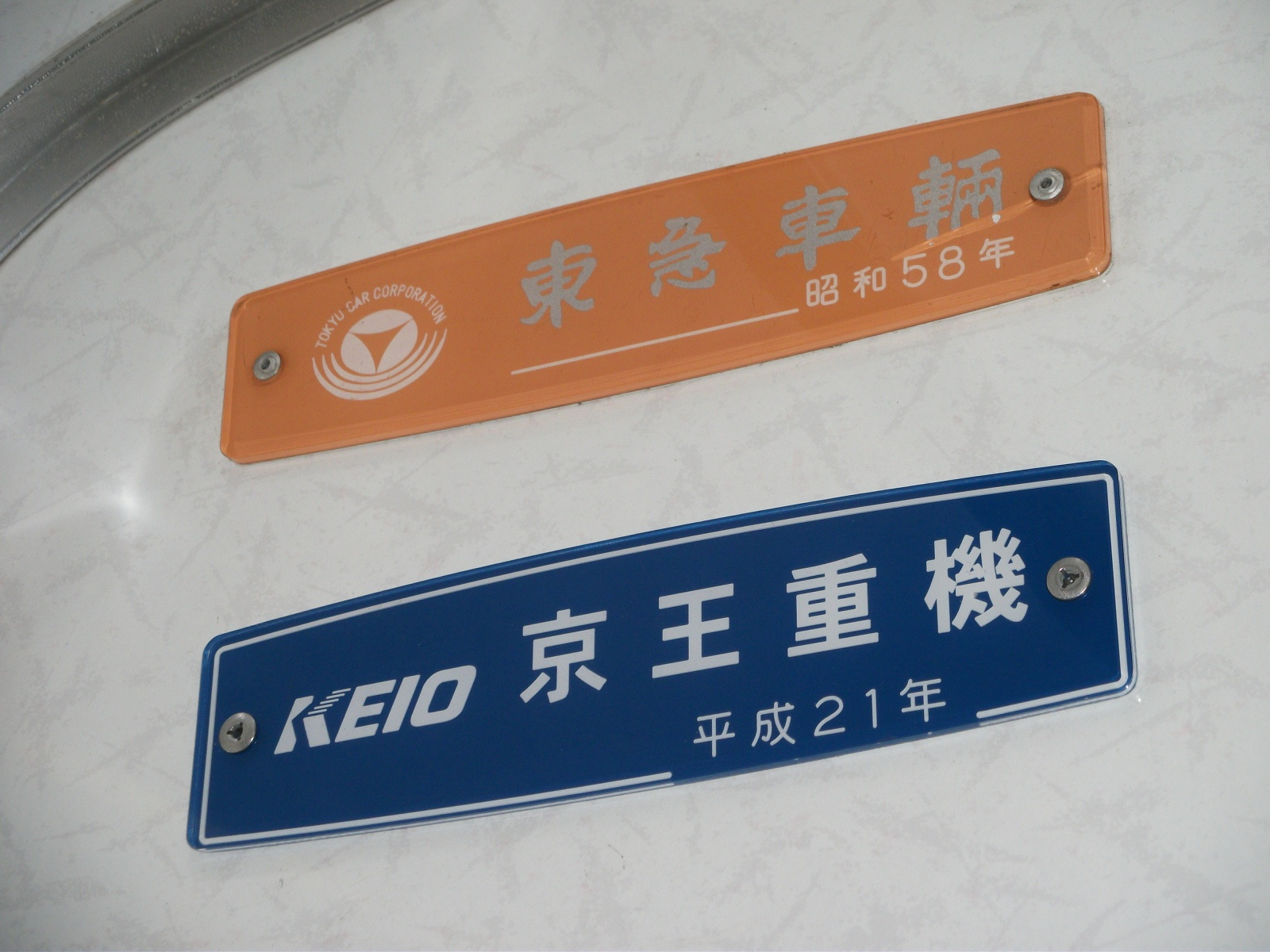
車内銘板（3代目社紋時代）（上） （伊予鉄道3000系電車（元京王3000系電車））
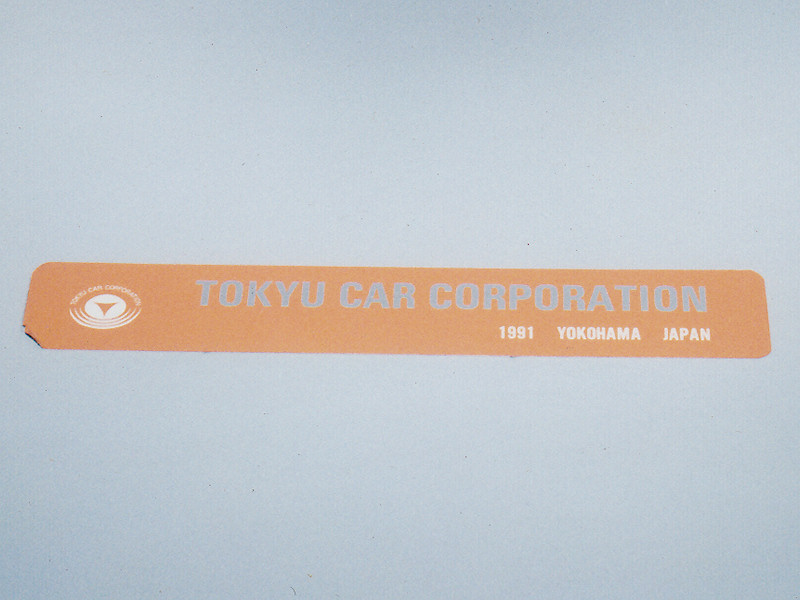
車内銘板（3代目社紋時代・英語版） （JR東日本253系電車） 主に輸出向けに使用。
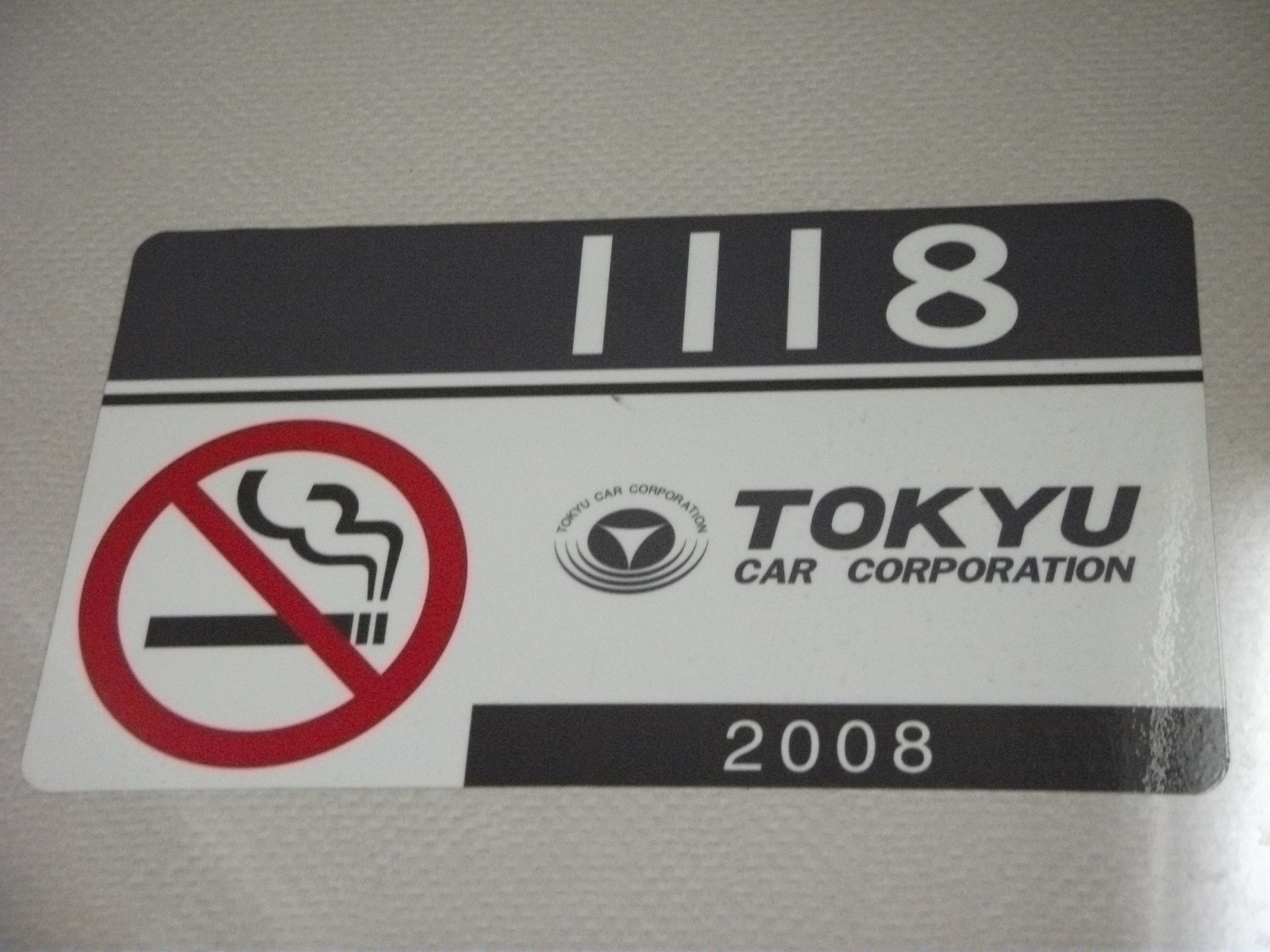
車内銘板（3代目社紋時代・英語版） （京急1000形電車（2代）） 英文ロゴは国内向け車両の一部にも使用された。
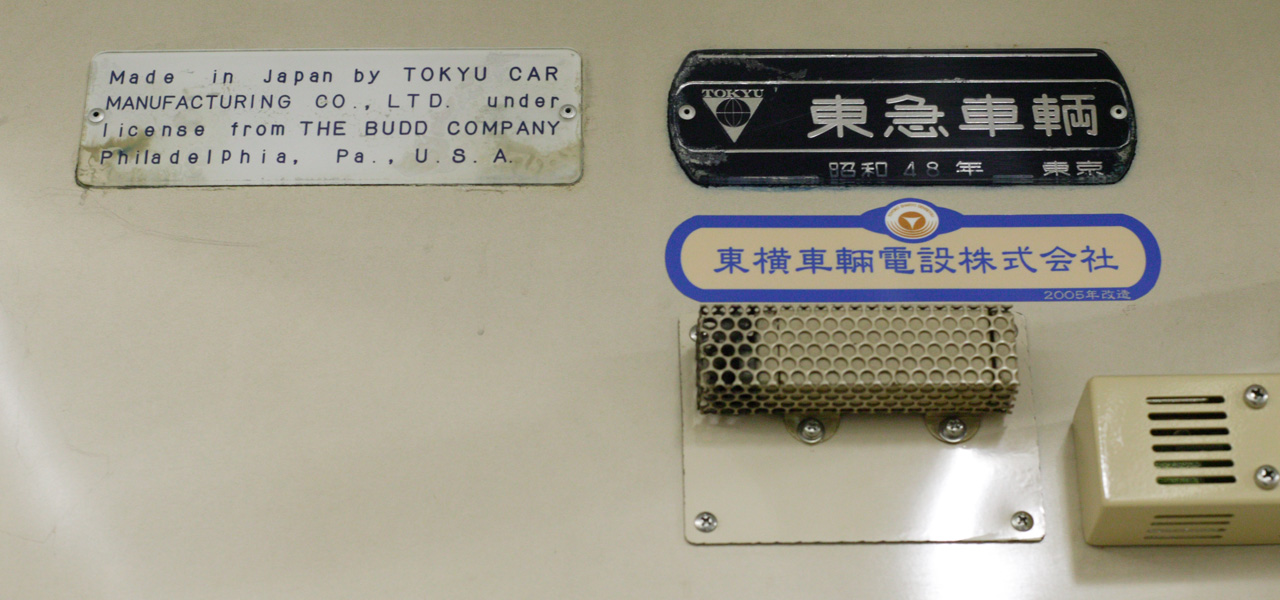
技術提携時代に用いられたバッド社のライセンスプレート（左） （伊豆急行8000系電車（元東急8000系電車））
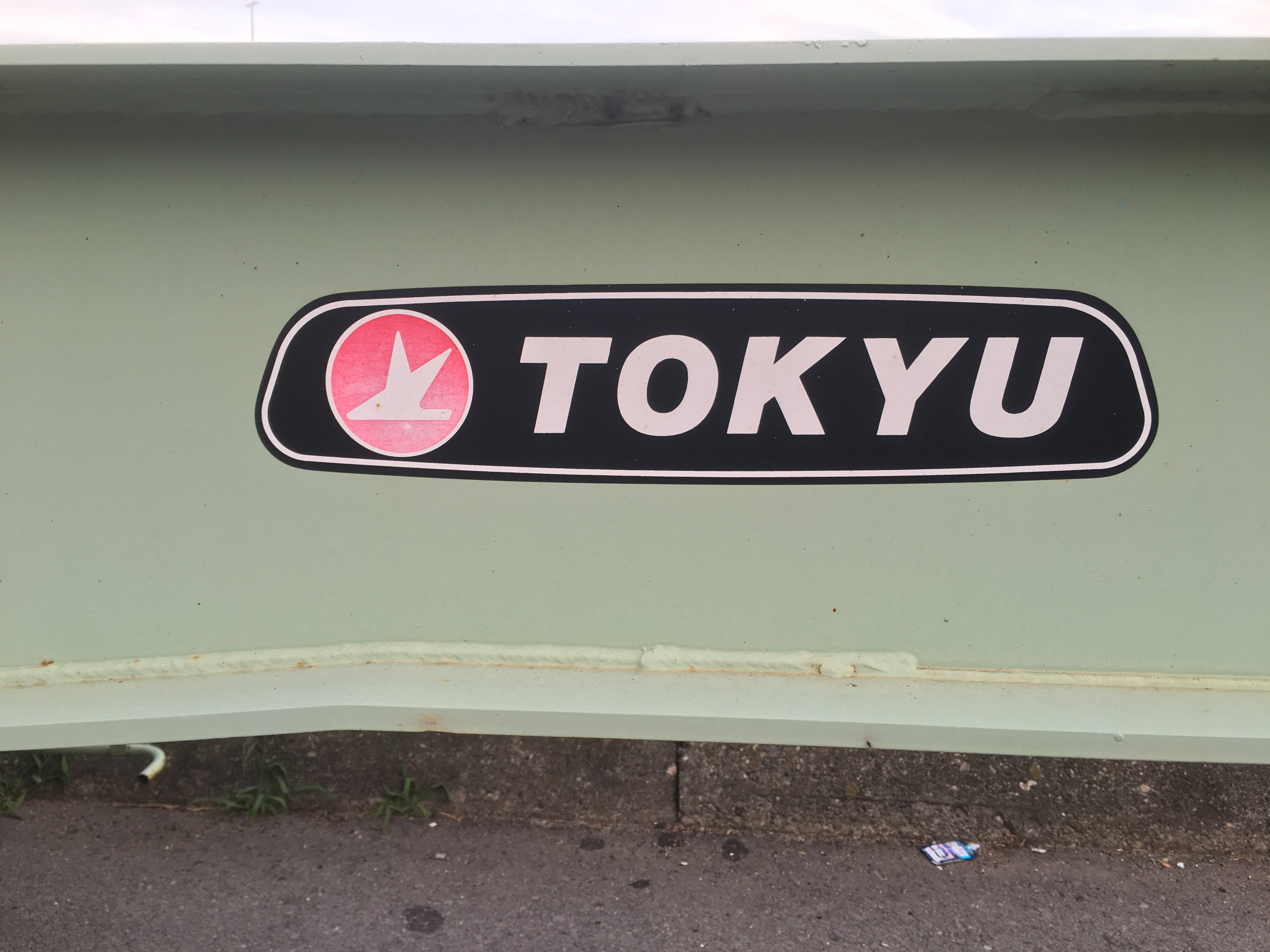
被けん引車（トレーラー）に貼付された特装車専用社紋[注釈 5]。 この社紋は新明和に売却された特装自動車事業でも使用されている。

### 事業譲渡
2002年（平成14年）10月1日をもって上場廃止し、東京急行電鉄の完全子会社となった。東急電鉄は2011年（平成23年）10月27日付で、鉄道車両事業、特装自動車事業、立体駐車装置事業の経営権および全株式を2012年（平成24年）4月2日付で他社へ譲渡することを公式発表した。その理由として、需要の激減による市場縮小や一層の競争激化など、各事業を取り巻く環境は極めて厳しい状況が続いており、事業環境の急激な変化に的確に対応し、事業を継続していくためには、抜本的な対策が急務であるとした。
鉄道車両事業（子会社の東急車輛エンジニアリング・京浜鋼板工業を含む）については、JR東日本に全株式と東急車輛が培ってきた技術やノウハウを含めて約65億円で売却し、特装自動車事業（子会社の東急車輛特装・東急車輛サービスを含む）および立体駐車装置事業（子会社の新東急パーキング・東急パーキングシステムズを含む）については、新明和工業に約25億円で売却し、約1,000人の従業員は新会社に移籍することが決定された。
事業譲渡にあたっては、東急車輌製造が2012年（平成24年）4月1日付で事業別に2つの事業子会社を設立し、既存の1社と合わせて3社に事業を分割した上で既存子会社の株式も移動し、翌日に事業子会社3社をJR東日本・新明和に譲渡（事業子会社株式の売却）という手法がとられた。ただし、譲受会社が再度合併する吸収分割とは異なり、JR東日本・新明和とも社名変更のみ行い、事業子会社として存続させている。ただし、後の2013年（平成25年）3月、JR東日本に譲渡した総合車両製作所の子会社の京浜鋼板工業が解散。2014年（平成26年）4月1日にJR東日本に譲渡した総合車両製作所がJR東日本直営であった新津車両製作所を譲受し、事業を拡大している。また同日には新明和に譲渡した立体駐車装置事業の子会社（東京パーキングシステムズ）が譲渡の際に新設された会社（東京エンジニアリングシステムズ）に吸収されている。同社は2018年（平成30年）4月に新明和パークテックに改称した。
鉄道車両事業
新東急車輛株式会社 設立→JR東日本に譲渡→株式会社総合車両製作所（Japan Transport Engineering Company、略称：J-TREC）に社名変更。
- 子会社の東急車輛エンジニアリング株式会社も「J-TRECデザインサービス株式会社」（J-TREC Design & Service Company、略称：J-TREC D&S）に社名変更。京浜鋼板工業株式会社は改称されず（後に解散）。

立体駐車装置事業
新東急パーキング株式会社 設立→新明和工業へ事業譲渡→東京エンジニアリングシステムズ株式会社（TOKYO ENGINEERING SYSTEMS CORPORATION、略称：TESC）へ社名変更→新明和パークテック株式会社（ShinMaywa Parking Technologies, Ltd.）へ社名変更。
- 子会社の東急パーキングシステムズ株式会社も「東京パーキングシステムズ株式会社」（TOKYO PARKING SYSTEMS CORPORATION、略称：TPSC）に社名変更。2014年（平成26年）4月1日で東京エンジニアリングシステムズ株式会社に吸収合併され消滅。
- 両者とも東急車輛製造の2代目の社紋（三角形に地球を模した球体が入っている）の上部のTOKYUをそれぞれの略称（TESCまたはTPSC）に置き換えて使用していた。
- 東京エンジニアリングシステムズ株式会社の「新明和パークテック株式会社」への社名変更に伴い新明和グループのロゴタイプ（ShinMaywa）に変更され東急車輛製造の2代目の社紋を継承したロゴは消滅した。

特装自動車事業
東急車輛特装株式会社（元々東急車輌製造の子会社として存在）を新明和工業へ事業譲渡→東邦車輛株式会社（TOHO CAR CORPORATION）に社名変更
- 子会社の東急車輛サービス株式会社も「東邦車輛サービス株式会社」（TOHO CAR SERVICE CORPORATION）に社名変更。
- 両者とも東急車輛製造の特装自動車製品のロゴ（鳥にも見える、平仮名の「と」を図案化したもの）を社紋として使用。ただしホームページ上のロゴは新明和のロゴと同色（白地に青、あるいは青地に白）だが製品に貼られるステッカーでは東急時代と同じ色（赤地に白）となっている。そのステッカーの文字もTOKYUがTOHOに変更されたのみ。

これらの譲渡により、東急グループは車両製造事業から完全撤退したが、事業譲渡後の東急車輛製造の法人格は、前述の通り2014年に社名を横浜金沢プロパティーズに変更した上で、残存する不動産を管理するために存続させていた。しかし、2016年10月1日に東京急行電鉄に吸収合併され、解散した。
なお、新明和に譲渡された立体駐車装置事業および特装自動車事業の各社は、譲渡後もしばらくは旧横浜製作所（→総合車両製作所横浜事業所）に一部機能が残存していたが、後に新明和直営の同系の事業部の所在地（前者はパーキングシステム事業部のある東京都台東区、後者は特装車事業部のある神奈川県横浜市鶴見区）へ移転した。

## 沿革
- 1946年（昭和21年）6月18日 - 東急興業株式会社横浜製作所において東京急行電鉄の車両の戦災復旧を主体に操業開始。
- 1947年（昭和22年）7月28日 - 東急興業への委託を解除。東京急行電鉄株式会社横浜製作所となる。
- 1948年（昭和23年）8月23日 - 株式会社東急横浜製作所を設立。資本金2,500万円。
- 1949年（昭和24年）9月30日 - 日本国有鉄道から湘南形電車、貨車の新造を受注。
- 1950年（昭和25年）
  - 2月7日 - 初の新造車として、東京急行電鉄へデハ80形85を納入。
  - 7月1日 - 米軍Y.E.D.（Yokohama Engineering Depot；横浜技術廠、現・相模総合補給廠）と各種トレーラの整備契約締結、3,000両のトレーラ・建設機械の整備を開始。
- 1953年（昭和28年）2月6日 - 東急車輛製造株式会社に商号変更[6]。
- 1954年（昭和29年） - 国鉄キハ01形レールバスを受注。1956年（昭和31年）のキハ03形まで、すべての国鉄形レールバスの製造を担当。
- 1958年（昭和33年）11月18日 - 日本国内初のステンレス車両・東京急行電鉄5200系完成[7]。
- 1959年（昭和34年）
  - 7月6日 - 東京証券取引所に株式上場。
  - 12月 - アメリカ・バッド社と技術提携契約[7]。
- 1962年（昭和37年）1月13日 - 日本国内初のオールステンレス車両・東急初代7000系完成[7]。同年には初のロゴマークを制定[2]。
- 1964年（昭和39年）6月1日 - 東邦特殊自動車工業株式会社を合併、大宮工場（埼玉製作所）とする[7]。
- 1966年（昭和41年）11月 - 国鉄から新幹線製作許可メーカーに指定される。
- 1967年（昭和42年）4月 - 立体駐車装置の開発・販売開始。
- 1968年（昭和43年）
  - 2月26日 - 大阪証券取引所に株式上場。
  - 3月1日 - 帝國車輛工業株式会社を合併、同社大阪工場（大阪製作所）とする。
- 1969年（昭和44年）1月 - 本社工場（現・横浜製作所）で海上コンテナの量産を開始。
- 1970年（昭和45年）
  - 4月 - 鉄道車両生産部門を本社工場（現・横浜製作所）に集約[7]。翌71年4月2日には大阪工場最後の製造車両出場が行われる[7]。
  - 6月 - 大阪工場（大阪製作所）で海上コンテナの量産を開始。
- 1972年（昭和47年）11月 - 海上コンテナ生産50,000個達成、スチールコンテナ生産量世界一となる。
- 1977年（昭和52年）11月 - 軽量ステンレス車両試作構体完成[7]。
- 1978年（昭和53年）12月 - 実用の軽量ステンレス試作車両東急デハ8400形（製造時）完成[7]。
- 1988年（昭和63年）4月22日 - オールステンレス車両生産2,000両達成[7]。
- 1990年（平成2年）10月 - 新造旅客車両生産10,000両達成。
- 1992年（平成4年） - 二段および多段式立体駐車装置の販売で業界1位となる。
- 1993年（平成5年）6月 - 羽生工場完成。
- 1994年（平成6年）6月 - 大規模機械式立体駐車場設備 (TIP) 第1号機受注。
- 1996年（平成8年）10月 - 秋田新幹線「こまち」用E3系電車納入。
- 1997年（平成9年）8月 - 北陸新幹線（東京駅 - 長野駅間）「あさま」用E2系電車納入。
- 1999年（平成11年）10月 - 群馬製作所完成、埼玉製作所閉鎖（埼玉製作所跡地は2000年10月にイオン大宮店が開店）。
- 2002年（平成14年）10月1日 - 株式交換により、東京急行電鉄の完全子会社となる（同時に現在の東京証券取引所での上場廃止）。
- 2003年（平成15年）10月 - 和歌山製作所完成、大阪製作所閉鎖（大阪製作所跡地は2008年3月にアリオ鳳が開店）。
- 2008年（平成20年）8月22日 - 東急車輛産業遺産制度を設け、東急5200系電車デハ5201を第1号に認定、構内で永久保存することを決定[7]。
- 2009年（平成21年）8月21日 - 東急初代7000系電車デハ7052を東急車輛産業遺産制度第2号に認定[7]。横浜製作所歴史記念館を開設。
- 2010年（平成22年）
  - 4月1日 - 特装事業部を分社化。東急車輛特装株式会社を新たに設立。
  - 8月23日 - 新幹線0系電車21-2023が、展示されていた佐久間レールパークの閉館に伴い東急車輛に譲渡、東急車輛産業遺産制度第3号に認定[7]。
- 2011年（平成23年）
  - 10月27日 - 鉄道車両事業、特装自動車事業、立体駐車装置事業からの事業撤退が発表される[7]。
  - 11月9日
    - 「鉄道車両事業継承会社」として新東急車輛株式会社を設立。
    - 「立体駐車装置事業継承会社」として新東急パーキング株式会社を設立。
- 2012年（平成24年）
  - 3月31日 - 一連の事業撤退に先立ち、資本金を140億4,770万50円→1,000万円に減資。
  - 4月1日
    - 鉄道車両事業部門および一般管理部門（東急車輛エンジニアリング株式会社と京浜鋼板工業株式会社の株式保有を含む）について会社分割（吸収分割）を実施し、新東急車輛株式会社（東急電鉄が新設する車両事業子会社）に承継。
    - 立体駐車装置事業部門（東急パーキングシステムズ株式会社の株式保有を含む）について会社分割（吸収分割）を実施し、新東急パーキング株式会社（東急電鉄が新設する立体駐車場事業子会社）に承継。
    - 東急車輛製造は、横浜製作所等の不動産等を保有する資産管理会社となる。

  - 4月2日
    - 東急電鉄が新東急車輛株式会社の全株式をJR東日本に譲渡、JR東日本の完全子会社となり、株式会社総合車両製作所に商号変更[注釈 6]。
    - 東急電鉄が東急車輛特装株式会社（東急車輛サービス株式会社の株式を含む）と新東急パーキング株式会社の全株式をいずれも新明和工業に譲渡し、2社は新明和工業の完全子会社となり、それぞれ東邦車輛株式会社・東京エンジニアリングシステムズ株式会社に商号変更。
- 2014年（平成26年) - 商号を横浜金沢プロパティーズ株式会社に変更。
- 2016年（平成28年）10月1日 - 東京急行電鉄と合併し、横浜金沢プロパティーズは解散[8]。

## 製品

### 鉄道車両
特記しないものは基本的に電車である。また車両の製作をJR東日本新津車両製作所に委託したものが一部含まれる。また、一部の形式は総合車両製作所に継承後も製作されている車両がある。なお、京成電鉄と南海電気鉄道の2社は帝國車輛工業時代からの顧客で、合併後も継続して取引を行っている。このため、鉄道車両の生産が東京製作所へ集約された1971年中盤まで、オールステンレス車を除く両社向け車両は帝國車輛工業本社工場の後身である大阪製作所が引き続き担当した。

#### 大手私鉄
- 東急電鉄 - 鉄道線デハ3800形以降サハ3250形を除く全車両、軌道線デハ80形（一部を除く）以降の全車両。
- 京浜急行電鉄 - 500形以降の全形式（川崎重工業とほぼ半分ずつ分け合って製造していた）。
- 小田急電鉄 - ロマンスカー・デハ500形（モノレール）以外の車両を製造（5000形・5100形気動車を含む）。
- 京王電鉄 - 1000系（初代・現行2代目とも）・3000系・6000系・7000系・8000系・9000系・クヤ900形など。
- 相模鉄道 - 2100系・3000系・5100系・9000系・10000系・11000系・モヤ700系（改造）など。
- 東武鉄道 - 100系・200系・6050系・8000系・9000系・9050系・10000系・10030系・20000系・20050系・20070系・30000系・キハ2000形気動車 など。
- 西武鉄道 - 新101系・新2000系・3000系・4000系・6000系（ステンレス車）・9000系VVVFインバータ制御改造・新2000系更新工事など。
- 京成電鉄 - 3300形・3500形・3600形・3700形・3000形（2代）・AE100形・2代目AE形 など。
- 帝都高速度交通営団（現・東京地下鉄、2002年以降は取引なし） - 500形・2000形 - 05系までの車両。
- 南海電気鉄道 - コ11・21形、7000系の1968年8月以前に竣工のグループと、8300系除く現存全形式。

#### 国鉄・JR
- 日本国有鉄道（国鉄）
  - 新幹線電車
    - 0系
    - 100系（国鉄車のほか、JR東海車含む）
    - 200系 など。

  - 在来線
    - 101系
    - 103系
    - 105系
    - 111系
    - 113系
    - 115系
    - 117系（100番台6両）
    - 121系
    - 165系
    - 183系
    - 185系
    - 201系
    - 203系
    - 205系
    - 207系900番台（中間車4両のみ）
    - 211系
    - 415系
    - 457系
    - 485系
    - 583系
    - 711系
    - 713系
    - キハ01系気動車
    - キハ17系気動車
    - キハ55系気動車
    - キハ20系気動車
    - キハ58系気動車
    - キハ80系気動車
    - キハ35系気動車（ステンレス車のキハ35形900番台10両を製造）

国鉄向け気動車の製造は1966年頃まで。
- 東日本旅客鉄道（JR東日本）
  - 新幹線電車（近年はJR東日本向けのみを製造したが[注釈 7]、2009年製のE3系L67編成を、フル規格の車両に限定すると2003年製のE2系J63編成を最後に取引はなかった。）
    - 400系（L1編成の11・12号車のみ）
    - E2系
    - E3系
    - E926形(East i)

  - 特急形車両
    - 253系
    - 255系
    - E257系
    - E259系
    - E751系
    - E26系客車
    - E653系
    - E655系（お召し列車、ジョイフルトレイン用）

  - 普通列車向け車両（一部、二階建てグリーン車を含む）
    - E127系
    - 209系
    - E217系
    - E231系
    - E233系
    - E331系（1 - 7号車、試作のみで量産には至らず）
    - E501系
    - E531系
    - 719系
    - E721系
    - キハE130系気動車
    - キハE200形気動車
    - HB-E300系気動車

- 東海旅客鉄道（JR東海）
  - 313系（初期車のみ） など。
- 北海道旅客鉄道（JR北海道）
  - 721系 など。
- 四国旅客鉄道（JR四国）
  - 5000系（5100形のみ）。
- 鉄道総合技術研究所 （鉄道総研・JR総研）
  - 軌間可変試験電車
  - LH02形（架線・バッテリーハイブリッドトラム、アルナ車両と共同製造）
- 西日本旅客鉄道（JR西日本）および九州旅客鉄道（JR九州）とは車両購入では取引なし。
- 日本貨物鉄道（JR貨物）は車両購入での取引はないが、コンテナの製造を担当。

#### 中小私鉄・第三セクター・新交通システム
- 留萠鉄道 - キハ2005（同路線廃止後茨城交通へ譲渡、現・ひたちなか海浜鉄道キハ2005）
- 上信電鉄 - クハニ10形（クハニ10のみ）
- 横浜高速鉄道 - Y000系・Y500系
- 江ノ島電鉄 - 300形・500形・1000形・2000形・10形・20形・新500形 など。
- 箱根登山鉄道 - モハ2形
- 伊豆急行 - 100系・2100系・8000系（厳密には元東急車の改造）
- 静岡鉄道 - 1000形
- 北総鉄道 - 7000形（7006編成のみ）・7300形（7308編成のみ）・7500形（7501編成のみ）
- 新京成電鉄 - モハ250形・サハ550形
- 北大阪急行電鉄 - 7000形
- 大阪府都市開発 - 100系・3000系・5000系
- 阪堺電気軌道 - モ601形・モ701形
- 伊豆箱根鉄道 - 3000系・5000系・7000系
- 加越能鉄道加越線 - キハ120形気動車（同路線廃止後鹿島鉄道へ譲渡、キハ430形気動車となる）
- 横浜新都市交通 - 1000形・2000形
- ゆりかもめ - 7000系
- ドリーム交通 - 10形

#### 公営交通
- 福岡市交通局 - 1000系（1985年製造 第17編成のみ）
- 横浜市交通局 - 2000形・3000A形・3000N形・無軌条電車100形
- 東京都交通局 - 5000形・12-000形試作車・10-000形・10-300形
- 札幌市交通局 - D1000形気動車・D1010形気動車・D1020形気動車・D1030形気動車・D1040形気動車・A830形（その後名古屋鉄道モ870形）など。
- 大阪市交通局 - 5000形・30系・10系・20系・新20系・無軌条電車200形 など。
- 川崎市交通局 - 無軌条電車600形

#### 日本国外
- アイルランド国鉄
  - 8500系電車
  - 8510系電車
  - 8520系電車
  - 2600系気動車
  - 2800系気動車
- シンガポール地下鉄 (SMRT)  
  - C151形電車
- 台湾鉄路管理局
  - DR2000型気動車
  - DR2500型気動車
  - DR2700型気動車
  - DR2800型気動車（東部幹線向け）
- 北京地下鉄
  - 北京地下鉄3000系電車
- 天津地下鉄
  - TJH-1000型電車
- ソビエト連邦運輸通信省（現・ロシア鉄道株式公開会社） 
  - サハリン向け客車（DB131形、DB017形など）
- マサチューセッツ湾交通局（MBTA） ・グリーンライン 
  - アメリカ標準型路面電車（USSLRV、ボーイング・バートル社との合作。東急車輛は車体および台車枠の製造を担当）
- サンフランシスコ市営鉄道（Muni）
  - アメリカ標準型路面電車（USSLRV、ボーイング・バートル社との合作。東急車輛は車体および台車枠の製造を担当）
- ナイアガラ交通営団（NFTA） 
  - 100形電車
- クリーブランド地下鉄
  - エアポーターⅡ（レッドライン用の電車）
- メトロノース鉄道
  - M4形電車（英語版）　（第三軌条方式と架空電車線方式の両方に対応する電車）
- ロングアイランド鉄道
  - C1型二階建て客車（コメンジ社との合作、東急車輛は車両の製造を担当）
- バージニア急行鉄道
  - マフェルサ客車（英語版）（マフェルサ社との合作、東急車輛は台車を担当）
- サンパウロ地下鉄
  - 1000系電車（ポルトガル語版）（マフェルサ社との共同開発、東急車輛は台車を担当）
  - 3000系電車（ポルトガル語版）（マフェルサ社との共同開発、東急車輛は台車を担当）
- ブラジル連邦鉄道（ポルトガル語版）
  - 401形・431形・600形電車（ポルトガル語版）（マフェルサ社との共同開発、東急車輛は一部車両の台車を担当）
  - 700形電車（ポルトガル語版）（マフェルサ社との共同開発、東急車輛は台車を担当）
- 東パキスタン（現・バングラデシュ）
  - 大統領専用車
- タイ国有鉄道
  - RT型気動車
  - RTS型気動車
  - THN型気動車
  - ATR型気動車
  - ANS1000型寝台車
  - ASC1型二等客車
  - BV10000型貨車
  - 操重車
- フィリピン国鉄
  - 気動車（CMC形など）
- モザンビーク鉄道 
  - ディーゼル機関車
  - 気動車
  - 客車
  - 荷物車
- 南アフリカ鉄道・港湾庁
  - 急行用優等車
  - 食堂車
- 朝鮮民主主義人民共和国
  - 電源車
- コスタリカ国鉄
  - セミステンレス客車
    - 東急5200系のセミステンレス技術を使用した鉄道車両では初めての海外輸出
- アルゼンチン国鉄
  - ウルキサ線電車（M.U.3800/M.F.U.3000）
  - サルミエント線・ミトレ線電車（M.U.2000[←7000E]/M.U.1000）
  - ロカ線電車（M./R.4000）

など。

#### 補足

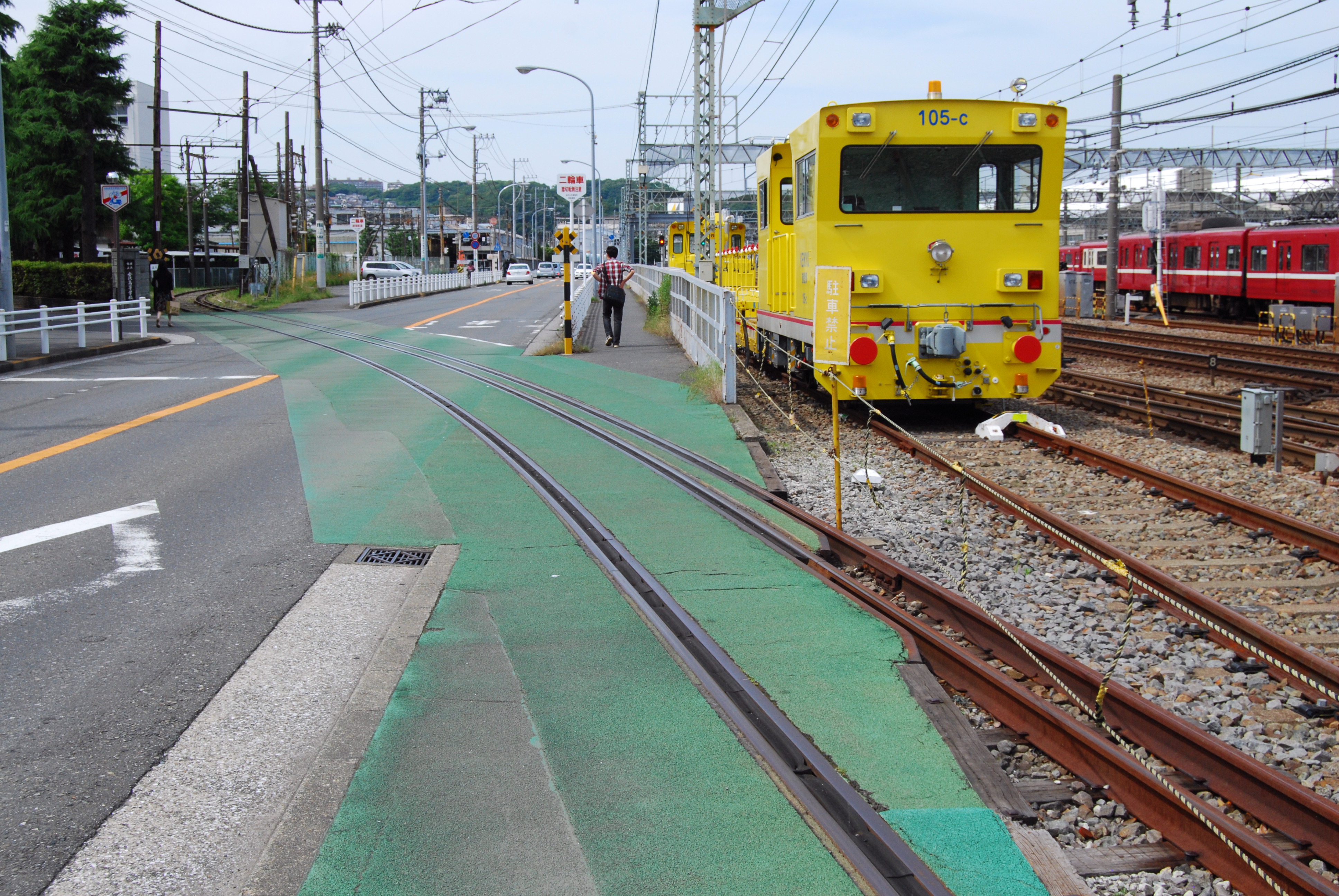
横浜製作所（左奥）から道路を渡り京急逗子線に繋がる回送線

- 京浜急行電鉄は、同社の路線が横浜製作所と直接繋がっているため、通常同製作所で新製された車両は自力で出場し、主回路が新規設計された車両など一部の例外を除いてそのまま本線試運転が行われた。また、京急逗子線の金沢八景 - 神武寺間の上り線は、JRなどへの新製車両の納入や、改造車両などの入出場のために横浜製作所からJR逗子駅までの搬出入（回送）線を併設しており、1,435mm（標準軌）と1,067mm（狭軌）の三線軌条区間となっている。川崎重工業で製造された京急の車両については同回送線を経由して一旦横浜製作所に搬入後、台車交換・整備の後同様に出場した。同回送線は総合車両製作所への事業譲渡後も継続使用されている。
  - 京急と都営浅草線を介して線路が繋がっている京成電鉄および北総鉄道の車両のうち、日本車輌製造において製造された車両についても一部の例外[注釈 8]を除き、京急車の川崎重工業製造分と同様に一旦横浜製作所に入場して台車交換が行われ、同製作所で製造された車両も含め、京成車の牽引または自走にて出場した[注釈 9]。
- 京成電鉄向け電車の製造・納入は帝國車輛工業の合併後、同社が納入を担当していた3200形の改良増備車にあたる3300形から開始された。帝國車輛工業と京成電鉄の関係は戦前に京成が帝國車輛工業の前身である梅鉢車輛に資本参加していたことによるもので、戦後資本関係を解消した後も製造・納入が継続されていた取引関係がそのまま継続したものであった。
- 東武鉄道向け電車については、日本車輌製造東京支店（蕨工場）の移転・閉鎖によって戦前より続いた東武と日本車輌製造との取引が途絶えたことに伴い、当時大量増備中であった8000系電車の新製より新規参入した。
- 西武鉄道は、日立製作所へ発注した5000系を除き、戦後長らくメーカー生産車がなく自社所沢車両工場製の車両で占められていたが[注釈 10]、101N系の設計に携わった関係で101N系より製造・納入が開始された。以降、新2000系・4000系・6000系ステンレス車などの製造を担当したが、10000系および6000系アルミ車以降は発注先が日立製作所へ変更され、晩年は車体更新工事を中心とした取引のみとなっていた。
- 南海電気鉄道・阪堺電気軌道・大阪府都市開発（泉北高速鉄道）・大阪市交通局は、東急車輛製造の西日本地区における数少ない顧客であった。なかでも南海電気鉄道は、合併によって大阪製作所となった旧帝国車輛工業の前身である梅鉢鉄工場時代から長く取引が続いており、架線電圧昇圧に伴う車両大量増備が行われていた頃までは近畿車輛への発注実績があったが、以後2015年まではグループ会社である阪堺電気軌道ともども東急車輛製造1社単独での車両受注となっていた。また大阪市交通局は入札制を徹底させており、1990年代までは東急車輛製造・日本車輌製造・近畿車輛・川崎重工業・日立製作所の大手5社に近隣のアルナ工機（現・アルナ車両）を加えた6社に対して新車の発注を行っていた。
- 五島昇が戦後間もない頃出向していた。（城山三郎著 『ビッグボーイの生涯』より）

### 鉄道車両以外の製品

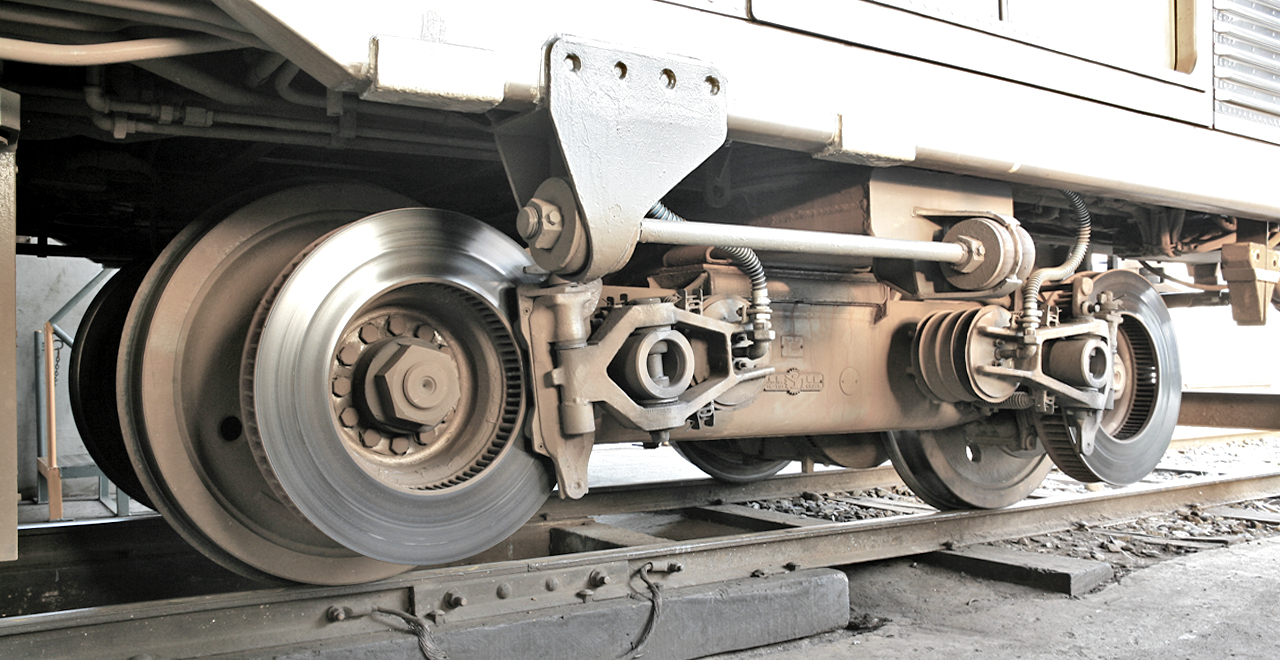
TS701形台車
東急7000系 （初代）
写真は水間鉄道1000形

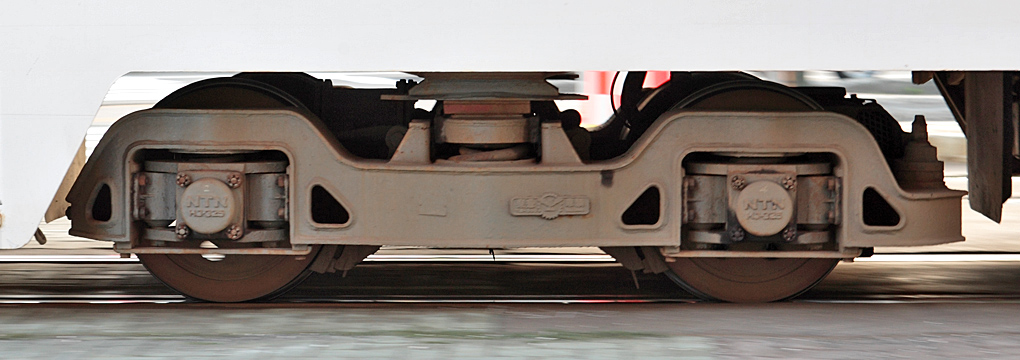
TS309形台車
札幌市電3300形（元330形）

- 台車 - 鉄道車両用台車の生産は東急横浜製作所当時から行っており、形式は横浜製作所の英字頭文字を取ってYSであったが、東急車輛製造に商号変更後の形式はTSとなった。親会社である東京急行電鉄の電車はすべて東急車輛製造製のTS台車を装着するほか、京王電鉄の現有車両もすべてTS台車で統一されている。以下、東急車輛製造製の台車を装着する主な鉄道車両を示す。一部の形式は総合車両製作所に継承後も台車が製作されている。
  - 東急電鉄 - 現有全車両
  - 横浜高速鉄道 - 現有全車両
  - 京王電鉄 - 現有全車両
  - 小田急電鉄 - 2600形（2666編成 VVVF改造電動車）・4000形（初代）・3000形（2代）・4000形（2代）・クヤ31形検測車
  - 京浜急行電鉄 - 新1000形など現有全車両の約半数（現有旅客車用の台車はすべて川崎重工業と東急車輛製造の共通設計）
  - 南海電気鉄道 - 6000系・6100系（後に住友金属工業製の台車へ換装）
  - 江ノ島電鉄 - 現有全車両
  - 東京都交通局 - 10-300形
  - 相模鉄道 - 2100系・3010系（3000系2代）・5000系・9000系・10000系・11000系
  - 伊豆急行 - 現有全車両
  - 阪堺電気軌道 - モ601形・モ701形
  - 箱根登山鉄道 - 106号車以外の全車両
  - 静岡鉄道 - 現有全車両
  - 札幌市交通局 - 3300形・A830形・D1000形・D1010形・D1020形・D1030形・D1040形
- 分岐器など、軌道に付帯する部品
- コンテナ（鉄道コンテナ・タンクコンテナ・冷凍（冷蔵）コンテナ・物流機器）
- 特殊自動車（トレーラー・タンクローリー・ダンプトラック・バントラック・環境整備車両・各種作業車・ヤードキャリア）
- 立体駐車装置（大規模機械式立体駐車装置・機械式立体駐車装置・自走式駐車装置・タワー式駐車装置）
- 開発製品（メカトロニクス製品・環境システム製品）

など

## 東急車輛グループ
- 東急車輛エンジニアリング株式会社
- 東急車輛特装株式会社
- 東急車輛サービス株式会社
- 東急パーキングシステムズ株式会社
- 京浜鋼板工業株式会社

## 不祥事

### アスベスト問題
- 同社大阪製作所（大阪府堺市、和歌山製作所に機能統合され閉鎖）で、元社員の男性3人が、1960年代以降に7年から30年間、塗装や配管などの業務に従事していたが、3人の男性の作業場では、隣接して車両からアスベストを取り出す作業が行われており、そこから生じた粉塵を吸い込み、退職後に中皮腫を発症し死亡した。3人の遺族は、「会社が安全配慮を怠ったため」などと主張し、2011年4月4日、同社を相手取り約1億円の損害賠償の支払いを求めて大阪地方裁判所に提訴した[9]。2013年11月12日、同社の後身である総合車両製作所が解決金を支払うことなどで和解が成立した[10]。